# Sant'Angelo di Brolo
Sant'Angelo di Brolo é uma comuna italiana da região da Sicília, província de Messina, com cerca de 3.856 habitantes. Estende-se por uma área de 30 km², tendo uma densidade populacional de 129 hab/km². Faz fronteira com Brolo, Ficarra, Gioiosa Marea, Librizzi, Montagnareale, Piraino, Raccuja, San Piero Patti, Sinagra.

## Demografia
| Variação demográfica do município entre 1861 e 2011                               |
|                                                                                   |
| Fonte: Istituto Nazionale di Statistica (ISTAT) - Elaboração gráfica da Wikipedia |